# シャルル＝マリー・ド・ラ・コンダミーヌ

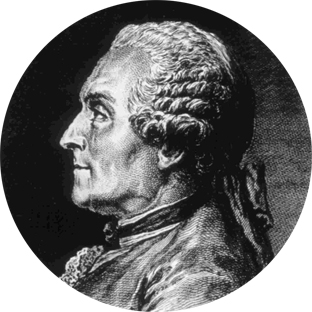
シャルル＝マリー・ド・ラ・コンダミーヌ

シャルル＝マリー・ド・ラ・コンダミーヌ（Charles Marie de La Condamine、1701年1月28日 - 1774年2月4日）は、フランスの地理学者、数学者である。

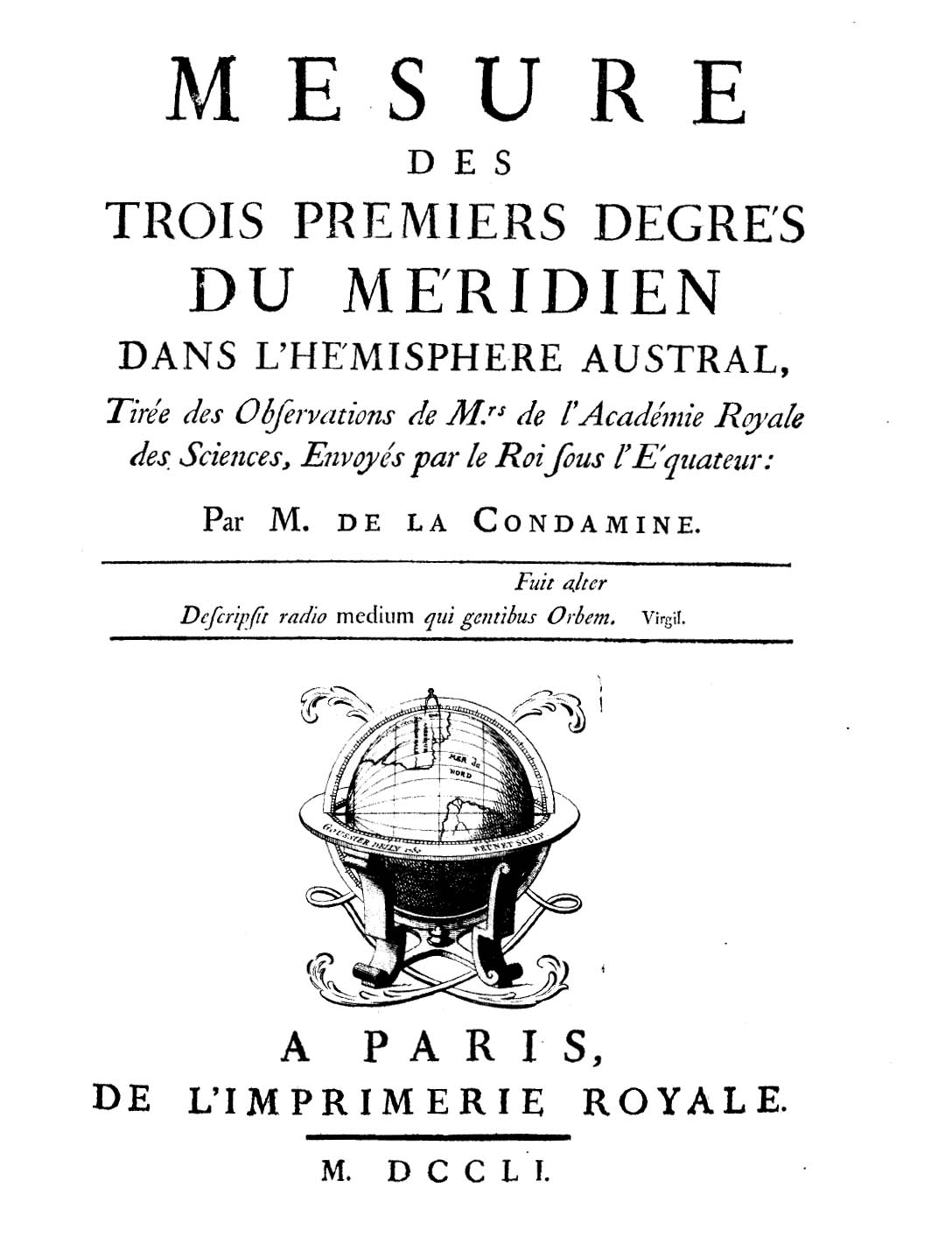
Mesure des trois premiers degrés du méridien dans l'hémisphere austral, 1751

## 人物
ラ・コンダミーヌは1701年にパリに生まれた。軍人としての訓練を受けたが、科学や、地理的な探検に1731年に東部地中海沿岸のレバント地方の調査に参加し、1735年に緯度1度分に相当する子午線弧長を比較するために、ルイ・ゴダン、ピエール・ブーゲとともに赤道近くのペルーでの測量隊に参加した。この調査は困難を極め、最終的にコンダミーヌはペルーのキト（現在のエクアドルの首都）からアマゾン川をくだり、カイエンヌに達した。これは最初のアマゾンの科学調査であり、数々の貴重な発見をした。1736年には、現地住民が採取するパラゴムノキの樹皮を調査してその特異な性質を発見。本国フランスの科学アカデミーへ報告し、以後のゴム産業発展の火付け役となった。また1737年には、マラリアの治療薬としてキニーネの効果的な使用方法を見出している。子午線弧長の測量を終え、地球が完全な球体ではなく、赤道方向に長い回転楕円体（扁球）であることを明らかにした。この測量結果は、後のメートル法の制定にも役立った。
1744年にフランスに戻った後は、1745年に科学アカデミーの会報に測定結果と地図とともに旅行記を発表した。この中でアマゾン川とオリノコ川をつなぐ自然の運河であるカシキアレ川（Casiquiare）や、アマゾン原住民の使う矢の毒クラーレについて、最初にヨーロッパに紹介した。
1748年にはロンドンの王立協会の会員に選出された。さらに1760年にはアカデミー・フランセーズにも選出された。
その他にローマ時代の建築の調査からローマの長さの単位を調べた。1751年には南米旅行記を出版した。